# Niomar Moniz Sodré Bittencourt
Niomar Moniz Sodré Bittencourt (Salvador, 4 de setembro de 1916 — Rio de Janeiro, 31 de outubro de 2003) foi uma jornalista e empresária brasileira.
Foi a terceira das quatro filhas de Maria de Teive Argollo com o jornalista e político baiano Antônio Muniz Sodré de Aragão. Em setembro de 1932 casou com o primo Hélio Moniz Sodré Pereira e desse relacionamento teve seu único filho, Antônio Moniz Neto. Após separar-se de Hélio no início da década de 1940, casou com o jornalista e empresário Paulo Bittencourt, dono do Correio da Manhã.
Niomar, apoiada por seu esposo Paulo Bittencourt, foi junto de Raimundo Castro Maia e Maria Martins uma das pessoas mais engajadas pela criação do Museu de Arte Moderna do Rio de Janeiro (MAM), tendo ocupado sua diretoria por dez anos e a principal responsável pela construção do prédio projetado por Affonso Eduardo Reidy para abrigar o museu no Aterro do Flamengo.
Com a morte de Paulo Bittencourt, em 1963, Niomar assumiu a presidência do jornal Correio da Manhã e o dirigiu bravamente até 1969. Apesar do apoio dado à deposição de João Goulart demonstrado nos editoriais do Jornal, passou a criticar pouco tempo depois o regime implantado com o Golpe Militar de 1964, denunciando inclusive casos de tortura.
Em 7 de janeiro de 1969 foi presa com Osvaldo Peralva após a apreensão da edição do mesmo dia do Correio da Manhã. No dia 16 de janeiro teve os direitos políticos cassados através do AI-5 por dez anos. Só foi liberada quase dois meses depois. Foi processada por causa da posição assumida pelo seu jornal em contrariedade à ditadura. Porém em julgamento no dia 20 de novembro foi absolvida pela 2ª Auditoria Militar em julgamento que contou com a presença do jurista Sebastian Soler.
Nos últimos anos do jornal, Niomar arrendou a publicação a Maurício Nunes de Alencar (irmão do político Marcelo Alencar) e Frederico Gomes da Silva, proprietários da Cia. Metropolitana de Construção, que queriam usar o periódico para apoiar a candidatura à presidente do Brasil do coronel Mário Andreazza; mas como ela não se viabilizou, abandonaram o projeto e não cumpriram o contrato com o jornal.
Apesar das dificuldades, Niomar reassumiu o Correio da Manhã, mas não conseguiu reaviabilizá-lo financeiramente e encerrou sua circulação em 1974.
Morreu em 31 de outubro de 2003, no Hospital Samaritano na zona sul do Rio de Janeiro, devido às complicações do Mal de Alzheimer do qual sofria há dez anos.
Serviu de inspiração para a criação da personagem Josefa de Magalhães Duarte Pinto, interpretada por Marília Gabriela, na telenovela Senhora do Destino. 